# Inside (film, 2024)
Pour les articles homonymes, voir Inside.
Pour plus de détails, voir Fiche technique et Distribution.
Inside est un film australien réalisé par Charles Williams et sorti en 2024. Il s'agit de son premier long métrage après avoir reçu la Palme d'or du court-métrage en 2018.
Il est présenté au festival international du film de Melbourne.

## Synopsis
Mel, un jeune délinquant, est transféré d'une prison pour mineurs à une prison pour adultes et est placé sous l'aile de Mark, le criminel le plus détesté d'Australie, et de Warren, un détenu sur le point d'être libéré sur parole. Le triangle amoureux parental qui se forme entre eux finira par causer leur perte.

## Fiche technique
Sauf indication contraire, les informations mentionnées dans cette section peuvent être confirmées par la base de données cinématographiques IMDb,  présente dans la section « Liens externes ».
- Titre original : Inside
- Réalisation et scénario : Charles Williams
- Décors : Leah Popple
- Direction artistique : N/A
- Costumes : Zohie Castellano
- Montage : N/A
- Musique : N/A
- Photographie : Andrew Commis
- Production : Kate Glover et Mariam Macgowan
  - Production exécutive : Anton Palmer et Thomas M. Wright
- Sociétés de production : Macgowan Films, Never Sleep Pictures et Simpatico Films
- Société de distribution : N/A
- Pays de production :  Australie
- Langue originale : anglais
- Format : couleur
- Genre : thriller, drame, policier
- Durée : N/A
- Date de sortie[1] :
  - Australie : 9 août 2024 (festival de Melbourne)
  - États-Unis : 20 juin 2025 (en salles)

## Distribution
- Guy Pearce : Warren Murfett
- Vincent Miller : Mel Blight
- Cosmo Jarvis : Mark Shepard
- Toby Wallace : Adrian Murfett
- Tara Morice : Cheryl Denae
- Chloe Hayden : Tara
- Michael Logo : Noel
- Clarke Parkinson : Shane Fennell
- Adam McConwell : Sean Kemp
- Nikki Shiels : Deb
- Tammy Macintosh : Colleen
- Steve Mouzakis : Lee
- Gregory Caine : Dan Barr
- William Freeman : Harrington

## Production

### Genèse et développement
Le 18 décembre 2023, il est annoncé que Charles Williams réalisera son premier long-métrage intitulé Inside après avoir remporté la Palme d'or du court-métrage à Cannes en 2018.

### Attribution des rôles
Guy Pearce est le premier acteur choisi pour tourner dans le film .
Il est ensuite par Cosmo Jarvis, Toby Wallace ainsi que par la révélation Vincent Miller qui jouera le rôle principal.

### Tournage
Le tournage se déroule à Melbourne[réf. nécessaire].